# Helena Rojo
Helena Rojo, született María Helena Enríquez Ruiz (Mexikóváros, 1944. augusztus 18. – Mexikóváros, 2024. február 3.) mexikói modell, színésznő.

## Élete és pályafutása
Az 1960-as évek elején modellként kezdte pályafutását. Mexikó egyik legnagyobb reklámügynöksége hamar felfedezte és szerződtette. Ezután kisebb mellékszerepet kapott egy filmben, s elkezdett színművészetet tanulni Carlos Ancirától és José Luis Ibáñeztől.
1969-ben megkapta első főszerepét a Siempre hay una vez („Mindig van egy első alkalom”) című filmben, és ezzel megnyerte az év felfedezettje címet. 1972-ben szerepet kapott az Aguirre, ira de Dios („Aguirre, Isten haragja”) című német nemzetközi kalandfilmben, melyet Werner Herzog rendezett. 
Az átütő sikert az 1971-es Los cachorros („A kölyökkutyák”) című mozifilm hozta meg számára. 1974-ben főszerepet kapott az Un extraño en su pueblo („Egy idegen a falujában”) című teleregényben. Ezt követte 1977-ben a La venganza („A bosszú”), amely szintén nagy sikert aratott. Ezután Helena a televíziónál maradt és sorra jöttek az újabb szerepek.

## Családja
Két húga van: Betty és Eugenia. Helena mindig kitűnő tanuló volt. 17 évesen férjhez ment, 18 évesen született egy gyereke, 22 éves korában viszont elvált. Helenának három gyermeke: Patricia, Helena és Leo, és hat unokája van: Vania, Turix, Samantha, Kotan, Alan, Nicolás. 
24 évesen megismerkedett második férjével, a színész Juan Ferrarával, akivel 11 évig élt házasságban. 1989-ben házasságot kötött Benjamín Fernández üzletemberrel, több mint 30 évnyi szoros barátság után.

## Filmográfia

### Film
- 1968: Deaf Smith & Johnny Ears
- 1970: Las bestias jóvenes
- 1970: El club de los suicidas
- 1970: Cruz de amor (Vicky)
- 1971: Siempre hay una primera vez (Isabel)
- 1971: Talio-elv (Rina Pittman)
- 1971: Una vez, un hombre... (Susana)
- 1972: End of the Party (Elena)
- 1972: Victoria
- 1972: Queen Doll (Carmen)
- 1972: Indio
- 1972: Mirage
- 1972: Angels and Cherubs (Angela)
- 1972: El payo – un hombre contra el mundo! (Lupe)
- 1972: Aguirre, the Wrath of God (Inez)
- 1973: The Cubs (Tere)
- 1973: Those Years (Carlota)
- 1973: Los Perros de Dios (Laura)
- 1975: Mary, Mary, Bloody Mary (Greta)
- 1975: The House in the South (Elena)
- 1975: Blacker Than the Night (Pilar)
- 1976: The Great Adventure of Zorro (Helena)
- 1976: The Far Side of Paradise (Alexandra)
- 1978: The Children of Sanchez
- 1979: Crónica Íntima
- 1980: La Sucesion (Mariana)
- 1980: Misterio (Silvia)
- 1981: Noche de juerga (Dolores)
- 1982: En el país de los pies ligeros
- 1983: Pajaros de ciudad
- 1988: Don’t Panic/Dimensiones ocultas (Mrs. Smith)
- 1988: Reto a la vida (Elena)
- 1988: Lovers, partners & Spies (Hercegnő)
- 1990: El motel de la muerte
- 1992: Muerte ciega (Alisa)
- 1992: Una Luz en la escalera (Adriana Bernal)
- 1992: Los Años de Greta (Nora)
- 1992: Mas alla del deseo (Josefa)
- 1993: Guerrero negro (Eva)
- 1994: Una luz en la escalera (Adriana)
- 1994: Luces de la noche (Tina)
- 2008: Amor letra por letra (Fabiola)
- 2009: Borderline (Shanti)
- 2010: Catarsis (La madre)

### Televízió
- 1974: Extraño en su pueblo (Isaura)
- 1976: Mañana será otro día (Paola)
- 1977: La venganza (María Olivares/Alejandra Balmaseda)
- 1978: La hora del silencio (Bárbara)
- 1979–1980: La mentira
- 1981–1982: Extraños caminos del amor (Isabela)
- 1984–1985: La traición (Antonia Guerra)
- 1992: Las secretas intenciones (Antonieta Alcantara)
- 1995–1996: Retrato de Familia (Cecilia Mariscal)
- 1997: Gente bien (Rebeca Balmori)
- 1998–1999: Titkok és szerelmek (Luciana Duval) (Magyar hang: Menszátor Magdolna)
- 2000: Ramona (Doña Ramona Gonzaga Viuda de Moreno) (Magyar hang: Zsurzs Kati)
- 2000: María del Carmen (Damiana / Juliana Guillen) (Magyar hang: Molnár Zsuzsa)
- 2003: Tiszta szívvel (Doña Augusta Curiel de Penalver y Beristain) (Magyar hang: Szórádi Erika)
- 2004–2005: A liliomlány (Rebeca/Raquel Linares Robles) (Magyar hang: Menszátor Magdolna)
- 2005–2006: Peregrina (Sabina)
- 2006–2007: Mundo de fieras (Miriam de Rivas del Castillo)
- 2007: Amor sin maquillaje (Inés Rivera)
- 2008–2009: Árva angyal (Cecilia de Velarde) (Magyar hang: Szórádi Erika)
- 2009–2010: Vad szív (Leonarda Montes de Oca de Vidal) (Magyar hang: Menszátor Magdolna)
- 2010–2011: Marichuy – A szerelem diadala (Önmaga)
- 2010: Locas de amor (Norma)
- 2012: Por ella soy Eva (Eugenia Mistral de Caballero)
- 2014: The Color of Passion (Milagros Fuentes de Escalante)
- 2016: Corazón que miente (Sara Sáenz Vda. de Castellanos)
- 2016–2017: La candidata (Natalia de San Román)
- 2017: Victoria (Maria Isabel Vda. de la Peña)
- 2019: Por amar sin ley (Lucia Carvajal)
- 2019: El corazón nunca se equivoca (Dora Ortega Fabela)
- 2021: A sors keze (Alicia Limantour) (Magyar hang: Menszátor Magdolna)
- 2023: Vencer la culpa (Ángeles)
- 2024: El Conde: Amor y honor (Guadalupe de Gaitán)

## Díjak és jelölések
- 1972: Mexikói Filmakadémia Legjobb Mellékszereplőnek járó díja (Fin de Fiesta)
- 1973: Mexikói Filmakadémia Legjobb színésznőnek járó díja (Los Cachorros, jelölés)
- 1981: Mexikói Filmakadémia Legjobb színésznőnek járó díja (Misterio)
- 1992: Mexikói Filmakadémia Legjobb színésznőnek járó díja (Muerte ciega, jelölés)

## Fordítás
- Ez a szócikk részben vagy egészben az Helena Rojo című angol Wikipédia-szócikk fordításán alapul.  Az eredeti cikk szerkesztőit annak laptörténete sorolja fel. Ez a jelzés csupán a megfogalmazás eredetét és a szerzői jogokat jelzi, nem szolgál a cikkben szereplő információk forrásmegjelöléseként.